# Бюджет семьи
Бюджет семьи или семейный бюджет — план доходов, расходов и накоплений, описывающий возможности всех членов семьи в определённый период времени.

## Определение
Согласно БРЭ семейный бюджет — это объём и структура фактических доходов и расходов в семье; характеристика уровня жизни.

## Типология систем управления семейными финансами
В конце 1980-х гг. британские социологи Ж. Пал и К. Воглер предложили классификацию типов управления семейными бюджетами, последствие доработанную парой Волгер, Пал. В результате получилась следующая схема:
- Система полного женского или мужского управления
- Система фиксированного бюджета на ведение домашнего хозяйства
- Система независимого управления
- Система общего пула
  - Мужской пул
  - Женский пул
  - Совместный пул

## Классификация бюджетов семьи
Расходы делятся на постоянные и переменные. Также часто происходит их деление по срочности и периодичности на: ежегодные, сезонные, ежемесячные, еженедельные, ежедневные и переменные.
В научной литературе выделяют несколько видов семейных бюджетов по уровню достатка: бюджет прожиточного минимума, восстановительный потребительский бюджет и бюджет высокого достатка.

## Сетевой ресурс
Согласно исследованию Штейнберга бюджет семьи в сельской среде в неблагоприятной экономической ситуации на 30-70 % состоит из ресурсов, полученных от «сетевого ресурса», причем в зависимости от достатка семьи её генограмма существенно изменяется:
- семья с низким доходом получает существенную донорскую поддержку от родственников, которая имеет односторонний характер;
- семья со средним доходом имеет наиболее развитую сеть, построенную на взаимообмене;
- семья с высоким доходом имеет конфигурацию «бедной семьи», но создает такие условия намеренно для сохранения и упрочения уровня благосостояния.

Феномен работы «сетевого ресурса» заключается в восприятии эквивалентности обмена, что является характерной чертой «моральной экономики».
Вместе с установлением понимания семьи как нуклеарной единицы уходит в прошлое понятие «большой семьи», которая ранее гарантировала всем участникам успешное прохождение «ключевых лиминальных моментов»: рождение ребёнка, поступление детей в вуз, свадьба, похороны. В случае наступления кризиса следует ожидать воспроизводства традиционного понимания семьи, дающей повышенные возможности для выживания.